# Manuel Núñez de Arenas
Manuel Núñez de Arenas y de la Escosura (Madrid, 1 d'abril de 1886 - París, 9 de setembre de 1951) va ser un polític i historiador espanyol.

## Biografia
Va estudiar als jesuïtes de Chamartín i el 1915 es llicencià en filosofia i lletres a la Universitat de Madrid. Militant del PSOE des de 1911, any en què va fundar una Escola Nova. Participà en els Congressos del PSOE de 1911, 1915, 1919 i 1921, així com en el XIV Congrés de la UGT de 1920 com a delegat del Sindicat de Professions Liberals.
Va mostrar-se partidari de la Tercera Internacional, raó per la qual es distancià del PSOE i va participar en la fundació del Partit Comunista Obrer Espanyol (maig de 1921) i després en la del Partit Comunista d'Espanya, del que en fou membre del Comitè Central i candidat per Madrid a les eleccions generals espanyoles de 1923. Durant la dictadura de Primo de Rivera hagué d'exiliar-se a França, on el 1924 fou professor d'universitat a Bordeus.
En proclamar-se la República tornà a Espanya i treballà com a professor de francès d'ensenyament mitjà a Alacant i a Madrid. Durant la guerra civil espanyola va ser inspector general d'Ensenyament i conseller de la Casa de Cultura. Exiliat en 1939, va col·laborar amb la resistència francesa i fou empresonat pels nazis a Bordeus i Fresnes el 1942-1943. En acabar la Segona Guerra Mundial treballà a la Universitat de Bordeus (1945), l'Escola de Saint-Cloud (1948) i com agregat al CNRS fins a la seva mort.
En l'actualitat, dona nom a dos col·legis públics, un al barri de Vallecas, a Madrid, i l'altre a Getafe.

## Obra seleccionada
- Historia del movimiento obrero español (1916)
- Don Ramón de la Sagra, reformador social (1924)